# Szépirodalmi Figyelő-díj
A Szépirodalmi Figyelő-díj a Szépirodalmi Figyelő magyar irodalmi szemléző folyóirat szerkesztősége által 2004-ben alapított irodalmi díj, amelyet 2005-ben adtak át először az év legkiemelkedőbb kortárs magyar írójának, illetve költőjének. Az évi két díjazottat az előző év szemlézett szerzői közül a Szépirodalmi Figyelő-díj kuratóriuma választja ki. A díj bronzplakettjét Pető Hunor képzőművész tervezte.

## Díjazottak
- 2004: Bánki Éva, Szőcs Géza
- 2005: Nagy Gáspár, Imreh András
- 2006: Temesi Ferenc, Rentz Mátyás
- 2007: Kalász Márton, Ambrus Lajos
- 2008: Deák László, Krasznahorkai László
- 2009: Szakonyi Károly, Térey János
- 2010: Papp Tibor, Falvai Mátyás
- 2011: Bodor Ádám, Győrffy Ákos
- 2012: Király László, László Noémi[2][3]
- 2013-2014: Oravecz Imre, Jász Attila[4]
- 2015-2016: Kontra Ferenc, Székely Csaba, Dudás Győző[5]
- 2017-2018: Takács Zsuzsa, Csordás László, László Márk[6]
- 2019-2020: Markó Béla, Szarvas Melinda, Cserkuti Dávid[7]